# Bánh pháo

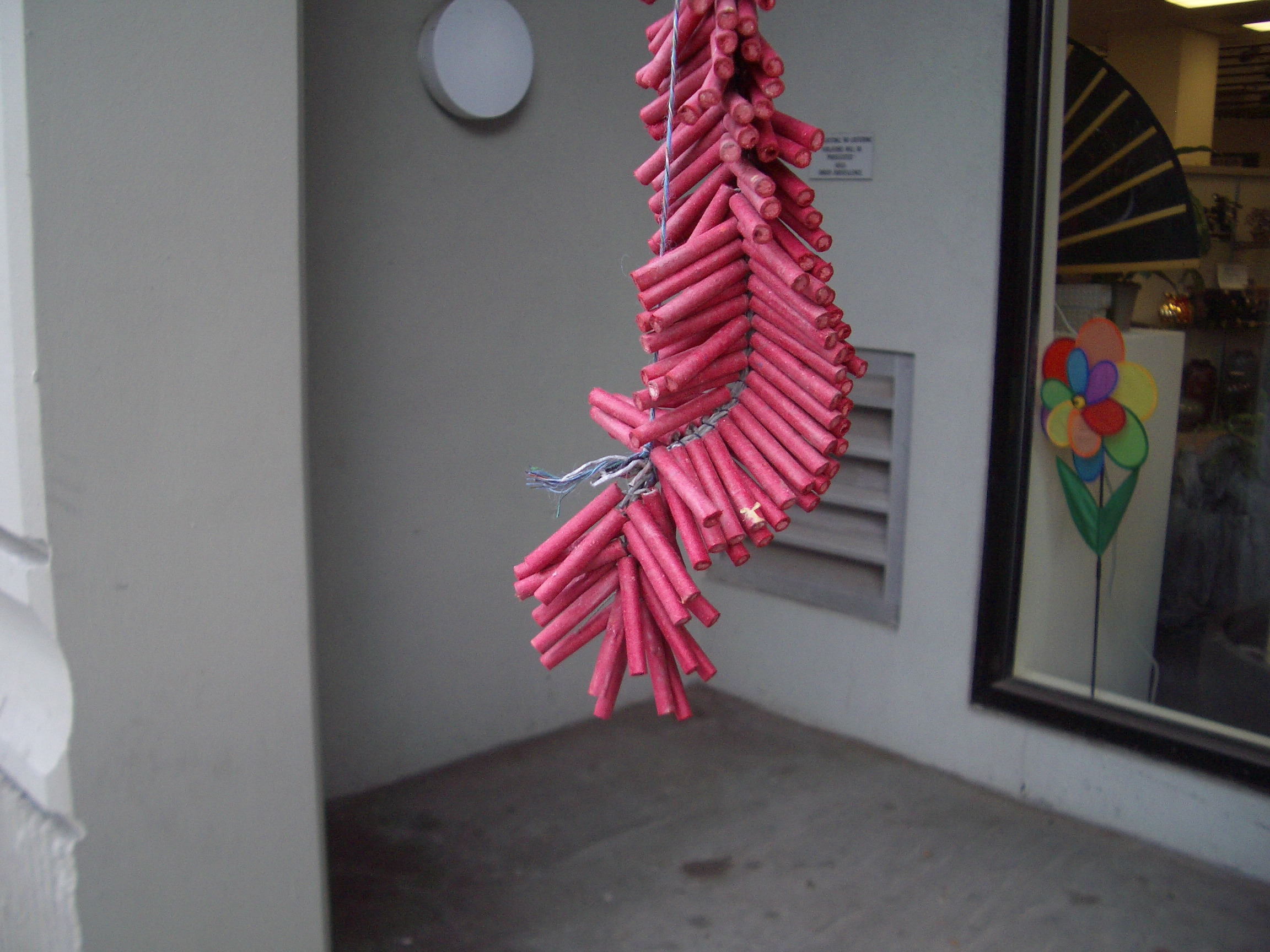
Một băng pháo được treo trước khi đốt

Bánh pháo, băng pháo, dây pháo hay tràng pháo là một loại pháo được tết hoặc kết từ nhiều quả pháo, thường quấn bằng giấy điều (màu đỏ) có kích thước nhỏ (pháo con) thành một dây. Xuất xứ từ Trung Hoa và thịnh hành trong các nền văn hóa đồng văn châu Á, tràng pháo thường dùng để đốt trong các dịp khai mạc, khởi điểm lễ hội như múa rối nước, hội làng, lễ cưới, lễ ăn hỏi, đám ma người cao tuổi, và đặc biệt là trong dịp cúng tất niên hay thời khắc giao thừa ngày tết cổ truyền.

## Đặc điểm

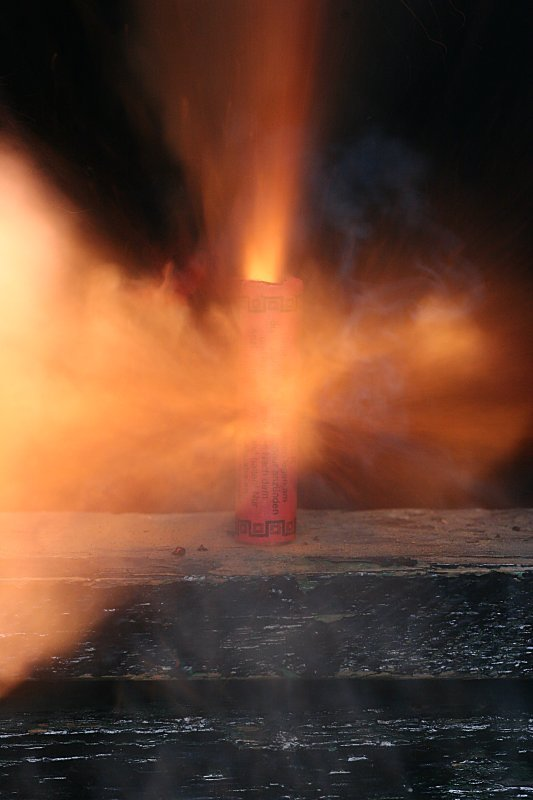
Một quả pháo đang nổ

Bánh pháo thường kết từ nhiều quả pháo theo một vài phương thức: nếu các quả pháo với ngòi nổ ở đầu quả pháo (thường gặp), các quả pháo cùng kích thước sẽ được tết, kết phần ngòi nổ vào một trục, tạo thành hai dãy đối xứng hai bên băng pháo. Trục này cấu tạo từ một số sợi dây ngòi chính nằm ở giữa dây pháo và được quấn bằng lạt giang, bằng các sợi chỉ thật chắc chắn; nếu các quả pháo con được xoi lỗ tra ngòi ở giữa thân quả pháo, các quả pháo sẽ kết đơn xếp liền nhau và sử dụng dây ngòi buộc cắt ngang thân từng quả pháo. Cuối dây pháo có thể buộc dây sẵn để người sử dụng treo lên cây, còn phía đầu bánh pháo thường có một đoạn ngòi nhô ra vài cm để tiện châm lửa đốt.
Bánh pháo con thường đi kèm với một số quả pháo to hơn (gọi là pháo cối hay pháo đùng), để tạo các điểm nhấn về tiếng vang trong khi dây pháo đốt nổ liên thanh.
Các bánh pháo có độ dài tùy ý và kích thước pháo cũng khá đa dạng: từ loại bánh pháo tép dài khoảng 20 cm với những quả pháo có cỡ chỉ bằng que diêm quẹt, màu sắc vàng, đỏ, xanh đa dạng dành cho trẻ em chơi, cỡ vừa thì gọi là pháo tôm, cho đến những loại pháo cỡ khá lớn và băng pháo có thể dài vài mét hay hơn quấn bằng giấy hồng điều. Những quả pháo con xoi ngòi nổ ở giữa quả thường có kích thước khác nhau trong dây pháo, vài quả cùng kích thước (3-5 quả) lại xen kẽ vài quả có kích thước lớn hơn (3-5 quả khác), những dây pháo này có thể có 3-4 loại pháo có kích cỡ khác nhau. Với quả pháo dùng ngòi nổ ở đầu thì các quả pháo có kích thước đều đặn trong toàn bộ băng pháo, tràng pháo, được xếp đối xứng, và những quả pháo cỡ lớn chỉ được gắn kèm vào dây theo từng khoảng cách nhất định tùy ý người sử dụng.
Các bánh pháo khi bán ra thị trường thường được cuộn tròn lại với các quả pháo lớn, pháo cối đặt ở giữa tâm của cuộn pháo, gọi là cối pháo, hoặc gập thành vài lượt gọi là băng pháo hay pháo bánh. Được sử dụng hầu hết như một loại pháo đốt liên thanh cả băng, bánh pháo cũng thường được trẻ em tháo rời từng quả để đốt riêng lẻ.

## Quan niệm truyền thống
Theo quan niệm truyền thống, bánh pháo đốt phải đạt yêu cầu là cháy đều, nổ giòn giã liên tiếp từ khi châm ngòi đến khi cháy hết dây không bị đứt đoạn, có số lượng các quả pháo bị thối, hỏng, không nổ rất ít. Xác pháo (các mảnh giấy từ quả pháo vỡ vụn khi nổ) rải mảnh vụn đỏ thắm đầy sân như những cánh hoa đào. Được như vậy thì sự khởi đầu ngày lễ sẽ may mắn, vạn sự tốt lành.

## Tập quán đốt pháo hiện nay
Để chống lãng phí và ngăn ngừa tai nạn do pháo, Chính phủ Việt Nam đã ban hành Chỉ thị số 406/TTg ngày 8 tháng 8 năm 1994 (có hiệu lực từ ngày 1 tháng 1 năm 1995) nghiêm cấm sản xuất, mua bán và sử dụng pháo trên toàn quốc. Từ đó, phong tục đốt pháo nhân ngày lễ tết cổ truyền ở Việt Nam đã mất, hình ảnh tràng pháo và tiếng vang náo nức khi nổ của dây pháo chỉ còn xuất hiện trong phim ảnh hay vang bóng trong trí nhớ của mọi người như một sự hoài niệm. Trong một số đám cưới, người ta kết bóng bay lại thành dây rồi cho nổ liên thanh để mô phỏng tiếng pháo, hoặc mở băng từ, đĩa CD thu tiếng pháo.

## Tràng pháo trong văn hóa

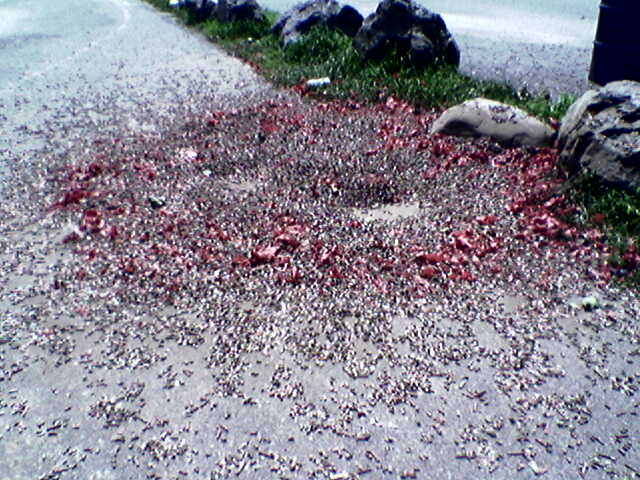
Xác pháo

- Thành ngữ: Tan xác pháo.
- Thơ:

...Mẹ trông theo mẹ thở dài
Dây pháo đỏ bỗng vang trời nổ ran.
("Lỡ bước sang ngang" - Nguyễn Bính)
Pháo mới kêu to một tiếng đùng
Hỡi ơi xác pháo đã tan không
Tiếc thay thân pháo không còn nữa
Nhưng đã tan ra vạn sắc hồng.
("Vịnh pháo" - Nguyễn Hữu Chỉnh)
- Âm nhạc:

...Rồi một chiều áo trắng thay màu
Em qua cầu xác pháo bay sau...
("Bài thánh ca buồn" - Nguyễn Vũ)